# Jaroslav Seifert
Pour les articles homonymes, voir Seifert.

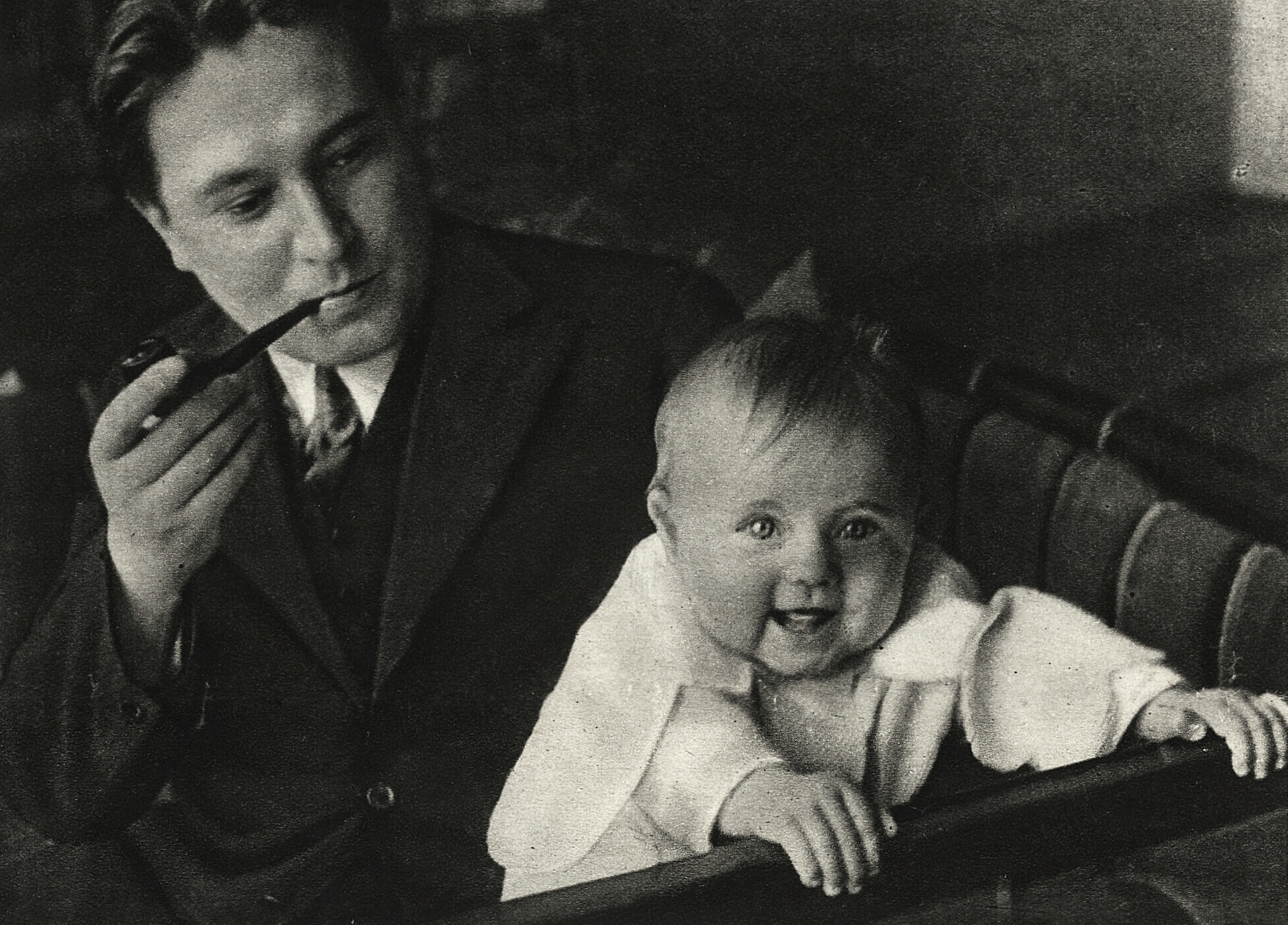
Jaroslav Seifert en 1931.

Jaroslav Seifert (23 septembre 1901 - 10 janvier 1986) est un écrivain, poète et journaliste tchécoslovaque,, lauréat du prix Nobel de littérature.

## Biographie
Seifert grandit dans un quartier populaire de Prague, alors situé dans l'Empire austro-hongrois. Son premier recueil de poèmes est publié en 1921. Il entre au Parti communiste tchécoslovaque et édite plusieurs journaux communistes - Rovnost, Srsatec et Reflektor. D'abord poète d'inspiration prolétarienne, il évolue vers une forme plus expérimentale. Durant les années 1920, il est considéré comme un leader de l'avant-garde tchécoslovaque. Il est entre autres, fondateur du groupe artistique Devětsil et l'un des représentants du « poétisme ». Dans les années 1930, il s'écarte de l'avant-garde et compose des poèmes plus lyriques, inspirés de thèmes quotidiens et intimistes (la mélancolie, la mère, l'amitié, le pays natal).
En mars 1929, il est exclu du Parti avec six autres de ses camarades pour avoir signé un manifeste contre les tendances bolcheviques du Parti communiste tchécoslovaque.
En 1949, il quitte le journalisme et commence à se consacrer entièrement à la littérature. La maladie, le vide et le mort deviennent une nouvelle source d'inspiration dans des recueils méditatifs. Sa poésie est récompensée par de nombreux prix. En 1967, il est nommé Artiste national.
Il est président de l'Union des écrivains tchécoslovaques de 1968 à 1970. Son rejet du stalinisme et ses prises de position non conformes aux désidératas du régime le poussent à quitter ce poste alors que commence la Normalisation en Tchécoslovaquie qui fait suite au Printemps de Prague. Ses œuvres sont alors publiées en samizdat. Il est signataire de la Charte 77.
Il reçoit le prix Nobel de littérature en 1984 à 83 ans et meurt deux ans plus tard, en 1986. Son épouse est décédée en 1988.

## Œuvres
- La Ville en pleurs - (Město v slzách - 1921), recueil de poèmes publiés dans les journaux pendant la guerre.
- Seul l'amour - (Samá láska - 1923), poésie prolétaire
- Sur les ondes de la TSF - (Na vlnách TSF - 1925), inspiré par ses voyages en France et en URSS
- Le pinson chante mal - (Slavík zpivá špatně - 1926)
- Le Pigeon voyageur - (Poštovni holub - 1929), recueil inspiré par ses thèmes favoris, l'amour maternel et pour la patrie
- Étoiles au-dessus du Jardin des Délices - (Hvězdy nad Rajskou Zahradou - 1929), recueil autobiographique inspiré par le poétisme
- La Pomme d'argile - (Jablko z klína - 1933)
- Les Mains de Vénus - (Ruce Venušiny - 1936)
- Adieu printemps - (Jaro sbohem - 1937), recueil de poésies qui, avec le précédent, marquent le retour du poète a la problématique politique
- Éteignez la lumière - (Zhasněte světla - 1938)
- L'Éventail de Bozena Nemcova - (Vějíř Boženy Němcové - 1940), recueil en hommage a Božena Němcová
- Le Pont de pierre - (Kamenný most - 1944)
- Le Bouclier d'argile - (Přilba hlíny - 1945)
- La Main et la Flamme - (Ruka a plamen - 1948)
- Le peintre est parti, pauvre et errant - (Šel Malíř chudě do světa - 1949), recueil de poèmes sur des illustrations de Mikoláš Aleš
- Chants de Viktorka - (Píseň o Viktorce - 1950)
- Petite Maman - (Maminka - 1954)
- L'Enfant et les Étoiles - (Chlapec a hvězdy - 1956)
- Concert insulaire - (Koncert na ostrově - 1965), souvenirs d'enfance, d'adolescence et sur l'occupation...
- La Fonte des cloches - (Odlévání zvonu - 1967)
- La Comète de Halley - (Halleyova kometa - 1967)
- Le Livre de Prague - (Kniha o Praze - 1968)

dans les années 1970 et 1980:
- Le Parapluie de Piccadilly (Deštník z Piccadilly)
- La Colonne de More (Morový sloup)
- Être poète (Býti básníkem)
- Toutes les beautés du monde (Všechny krásy světa)